# Lijst van presidenten van de Hoge Raad der Nederlanden
De Hoge Raad der Nederlanden is de hoogste rechter in Nederland in civiele, straf- en belastingzaken. De president van de Hoge Raad is de voorzitter van dit college. De huidige president is Dineke de Groot, benoemd op 1 november 2020.
| Termijn    | President | President                                     | Benoeming en ontslag               | Vorige posities                                                               |
| ---------- | --------- | --------------------------------------------- | ---------------------------------- | ----------------------------------------------------------------------------- |
| 1838–1845  |           | A.W. Philipse (1766–1845)                     | 1 oktober 1838 18 februari 1845    | Procureur-generaal 1814–1838                                                  |
| 1845–1855  |           | W.B. Donker Curtius van Tienhoven (1778–1858) | 1 mei 1845 1 oktober 1855          | Vicepresident 1838–1845                                                       |
| 1855       |           | J. op den Hooff (1795–1855)                   | 3 september 1855 21 september 1855 | Raadsheer 1838–1845 Vicepresident 1845–1855                                   |
| 1855–1877  |           | F. de Greve (1803–1877)                       | 25 oktober 1855 13 oktober 1877    | Raadsheer 1842–1855 Vicepresident 1855                                        |
| 1877–1878  |           | J.D.W. Pape (1812–1878)                       | 9 november 1877 16 januari 1878    | Raadsheer 1854–1871 Vicepresident 1871–1877                                   |
| 1878–1882  |           | C.H. Gockinga (1804–1882)                     | 6 april 1878 2 juni 1882           | Raadsheer 1844–1871 Vicepresident 1871–1878                                   |
| 1882–1885  |           | C.L. de Vos van Nederveen Cappel (1804–1885)  | 6 april 1878 13 maart 1885         | Raadsheer 1855–1882                                                           |
| 1884–1897  |           | J.G. Kist (1822–1897)                         | 21 maart 1885 29 juni 1897         | Raadsheer 1869–1885                                                           |
| 1897–1908  |           | F.B. Coninck Liefsting (1827–1913)            | 12 augustus 1897 1 oktober 1908    | Raadsheer 1871–1878 Vicepresident 1878–1879                                   |
| 1908–1912  |           | A.P.Th. Eysell (1837–1921)                    | 9 oktober 1908 1 juli 1912         | Raadsheer 1886–1908                                                           |
| 1912–1914  |           | Jhr. S. Laman Trip (1843–1914)                | 1 juli 1912 17 november 1914       | Raadsheer 1897–1910 Vicepresident 1910–1912                                   |
| 1914–1931  |           | Jhr. W.H. de Savornin Lohman (1864–1932)      | 10 december 1914 31 december 1930  | Raadsheer 1901–1912 Vicepresident 1912–1914                                   |
| 1931–1933  |           | A. Fentener van Vlissingen (1862–1951)        | 1 januari 1931 1 juli 1933         | Raadsheer 1909–1924 Vicepresident 1924–1930                                   |
| 1933–1939  |           | Jhr. Rh. Feith (1868–1953)                    | 1 juli 1933 1 januari 1939         | Raadsheer 1913–1931 Vicepresident 1931–1933                                   |
| 1939–1941  |           | L.E. Visser (1871–1942)                       | 3 juni 1939 1 maart 1941           | Raadsheer 1915–1933 Vicepresident 1933–1939                                   |
| 1941–1944  |           | J. van Loon (1888–1975)                       | 23 juli 1941 13 oktober 1944       |                                                                               |
| 1946–1961  |           | J. Donner (1891–1981)                         | 8 november 1946 1 maart 1961       | Raadsheer 1933–1946                                                           |
| 1961–1963  |           | P.H. Smits (1893–1972)                        | 9 februari 1961 1 december 1961    | Raadsheer 1941–1958 Vicepresident 1958–1961                                   |
| 1963–1970  |           | G.H.A. Feber (1900–1982)                      | 28 oktober 1963 16 januari 1970    | Raadsheer 1946–1960 Vicepresident 1960–1963                                   |
| 1970–1971  |           | F.J. de Jong (1901–1974)                      | 16 oktober 1969 1 mei 1971         | Raadsheer 1947–1963 Vicepresident 1963–1969                                   |
| 1971–1972  |           | M.A. van Rijn van Alkemade (1902–1974)        | 30 maart 1971 1 oktober 1973       | Raadsheer 1949–1968 Vicepresident 1968–1971                                   |
| 1972–1976  |           | G.J. Wiarda (1906–1988)                       | 1 januari 1972 1 oktober 1976      | Raadsheer 1950–1968 Vicepresident 1968–1972                                   |
| 1976–1981  |           | C.W. Dubbink (1914–2014)                      | 13 juli 1976 1 oktober 1981        | Raadsheer 1956–1972 Vicepresident 1972–1976                                   |
| 1981–1987  |           | Ch.M.J.A. Moons (1917–2005)                   | 1 oktober 1981 1 juni 1987         | Raadsheer 1966–1976 Vicepresident 1976–1981                                   |
| 1987–1989  |           | H.E. Ras (1921–2008)                          | 1 juni mei 1987 1 oktober 1987     | Raadsheer 1966–1976 Vicepresident 1976–1981                                   |
| 1989–1996  |           | Sj. Royer (1929–2019)                         | 1 oktober 1987 1 oktober 1996      | Raadsheer 1975–1986 Vicepresident 1986–1989                                   |
| 1996–2000  |           | S.K. Martens (1930–2001)                      | 1 oktober 1996 1 april 2000        | Raadsheer 1976–1987 Vicepresident 1987–1996                                   |
| 2000–2004  |           | W.E. Haak (1934–2021)                         | 1 april 2000 1 mei 2004            | Raadsheer 1981–1992 Vicepresident 1992–2000                                   |
| 2004–2008  |           | W.J.M. Davids (1938–2024)                     | 1 mei 2004 1 november 2008         | Raadsheer 1986–1998 Vicepresident 1998–2004                                   |
| 2008–2014  |           | G.J.M. Corstens (1946)                        | 1 november 2008 1 november 2014    | Raadsheer 1995–2006 Vicepresident 2006–2008                                   |
| 2014–2020  |           | M.W.C. Feteris (1960)                         | 1 november 2014 1 november 2020    | Raadsheer 2008–2013 en opnieuw sedert 1 november 2020 Vicepresident 2013–2014 |
| 2020–heden |           | G. de Groot (1965)                            | 1 november 2020                    | Raadsheer 2012–2018 Vicepresident 2018–2020                                   |